# Article 39 de la Constitution tunisienne de 1959
L'article 39 de la Constitution tunisienne de 1959 est le trente-neuvième des soixante-dix-huit articles de la Constitution tunisienne adoptée le 1er juin 1959. Il est le deuxième article du chapitre intitulé « Président de la République », qui décrit les conditions de nomination du chef de l'État tunisien, ses attributions gouvernementales, ses attributions en matière législative, de défense nationale ou en matière diplomatique.
L'article 39 et l'article 40 définissent les conditions de candidature à la présidence de la République. Le contenu et l'esprit de ces deux articles ont évolué au cours du temps. Certaines idées contenues dans l'un des articles ont pu se trouver, au fil des révisions, dans l'autre article. La limitation du mandat présidentiel par exemple, garantie et limitée à trois à l'origine par l'article 40, s'est trouvée limitée à deux dans l'article 39 en 1988. Cette même limitation du nombre de mandats est abrogée par le référendum de 2002 lorsque le président Zine el-Abidine Ben Ali, alors dans l'exercice de son troisième mandat, ne pouvait être réélu,. Dans le même esprit, l'âge maximal d'exercice de la fonction, garanti par l'article 40, est supprimé en 2002 afin de permettre une éventuelle réélection du président.
Le texte de l'article a été révisé une première fois par la loi constitutionnelle n°76-37 du 8 avril 1976, puis par la loi constitutionnelle n°88-88 du 25 juillet 1988 et enfin par la loi constitutionnelle n°2002-51 du 1er juin 2002, qui permet de supprimer la limitation du nombre de mandats présidentiels.

## Texte
Version de 2002

« Le Président de la République est élu pour cinq ans au suffrage universel, libre, direct et secret, et à la majorité absolue des voix exprimées, au cours des trente derniers jours du mandat présidentiel. Dans le cas où cette majorité n’est pas obtenue au premier tour du scrutin, il est procédé le deuxième dimanche qui suit le jour du vote à un second tour. Ne peuvent se présenter au second tour que les deux candidats ayant recueilli le plus grand nombre de suffrages au premier tour, compte tenu des retraits, le cas échéant, et ce, conformément aux conditions prévues par la loi électorale.
En cas d’impossibilité de procéder en temps utile aux élections, pour cause de guerre ou de péril imminent, le mandat présidentiel est prorogé par une loi adoptée par la Chambre des députés, et ce, jusqu’à ce qu’il soit possible de procéder aux élections.
Le Président de la République est rééligible. »

Version de 1988

« Le Président de la République est élu pour cinq ans au suffrage universel, libre, direct et secret, au cours des trente derniers jours du mandat dans les conditions prévues par la loi électorale.
En cas d’impossibilité de procéder, en temps utile, aux élections pour cause de guerre ou de péril imminent, le mandat du Président est prorogé par une loi jusqu’à ce qu’il soit possible de procéder aux élections.
Le Président de la République est rééligible deux fois consécutives. »

Version originale de 1959

« Peut se porter candidat à la Présidence de la République tout Tunisien dont le père et le grand-père sont demeurés Tunisiens sans discontinuité, âgé de quarante ans au moins et jouissant de tous ses droits civiques. La déclaration de candidature est enregistrée dans un registre spécial par devant une commission composée du Président de l’Assemblée nationale, président, et de quatre membres : le Mufti de Tunisie, le Premier Président de la Cour de cassation, le Premier Président de la Cour d’appel de Tunis et le Procureur général de la République.
La commission statue sur la régularité de la candidature et proclame le résultat du scrutin. Le délai entre le dépôt et la déclaration de candidature et les élections est de deux mois, le premier mois étant réservé au dépôt des candidatures. »